# Oxid de crom (III)
Oxidul de crom (III) este un compus anorganic cu formula chimică Cr2O3. Este unul dintre oxizii principali ai cromului și este utilizat ca pigment. În natură, este răspândit sub forma mineralului rar eskolait.

## Răspândire

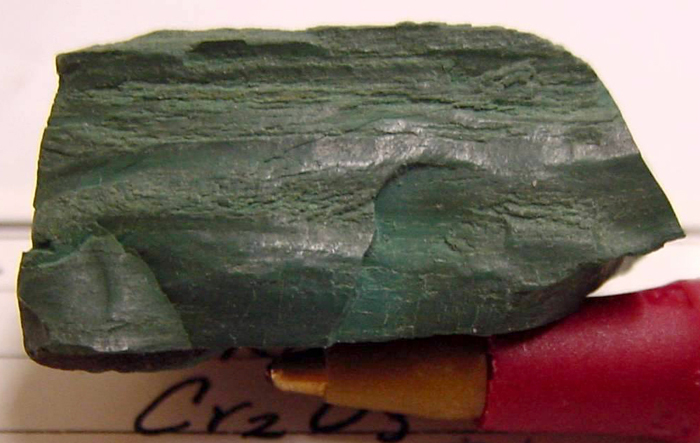
Mineralul eskolait

Cr2O3 este răspândit în natură sub forma mineralului eskolait, care a fost denumit după geologul finlandez Pentti Eskola. 